# Jagdgeschwader 103
Jagdgeschwader 103 (dobesedno slovensko: Lovski polk 103; kratica JG 103) je bil lovski letalski polk (Geschwader) v sestavi nemške Luftwaffe med drugo svetovno vojno; to je bila šolska enota za učenje novih pilotov.

## Organizacija
- štab
- I. skupina
- II. skupina

## Vodstvo polka
Poveljniki polka (Geschwaderkommodore)
- Major Herbert Ihlefeld: 1943